# Waldetruda
Waldetruda, Waltrauda – imię żeńskie pochodzenia germańskiego. Powstało ono ze staro-wysoko-niemieckich słów waltan – "panować, rządzić" lub walh – 'cudzoziemiec' oraz trud – 'siła, potęga' i w związku z tym oznacza "silna, potężna władczyni" lub "silna, potężna cudzoziemka". Patronką imienia jest św. Waldetruda (ksieni z Mons).
Waldetruda imieniny obchodzi 9 kwietnia.
Znane osoby noszące imię Waldetruda lub Waltrauda:
- Waltraud Nowarra – niemiecka szachistka
- Waltraud Meier – niemiecka mezzosopranistka i sopranistka dramatyczna